# Phyllanthus eliae
Phyllanthus eliae là một loài thực vật có hoa trong họ Diệp hạ châu. Loài này được (Jean F.Brunel & J.P.Roux) Jean F.Brunel miêu tả khoa học đầu tiên năm 1987.